# Kaiserslautern Hauptbahnhof

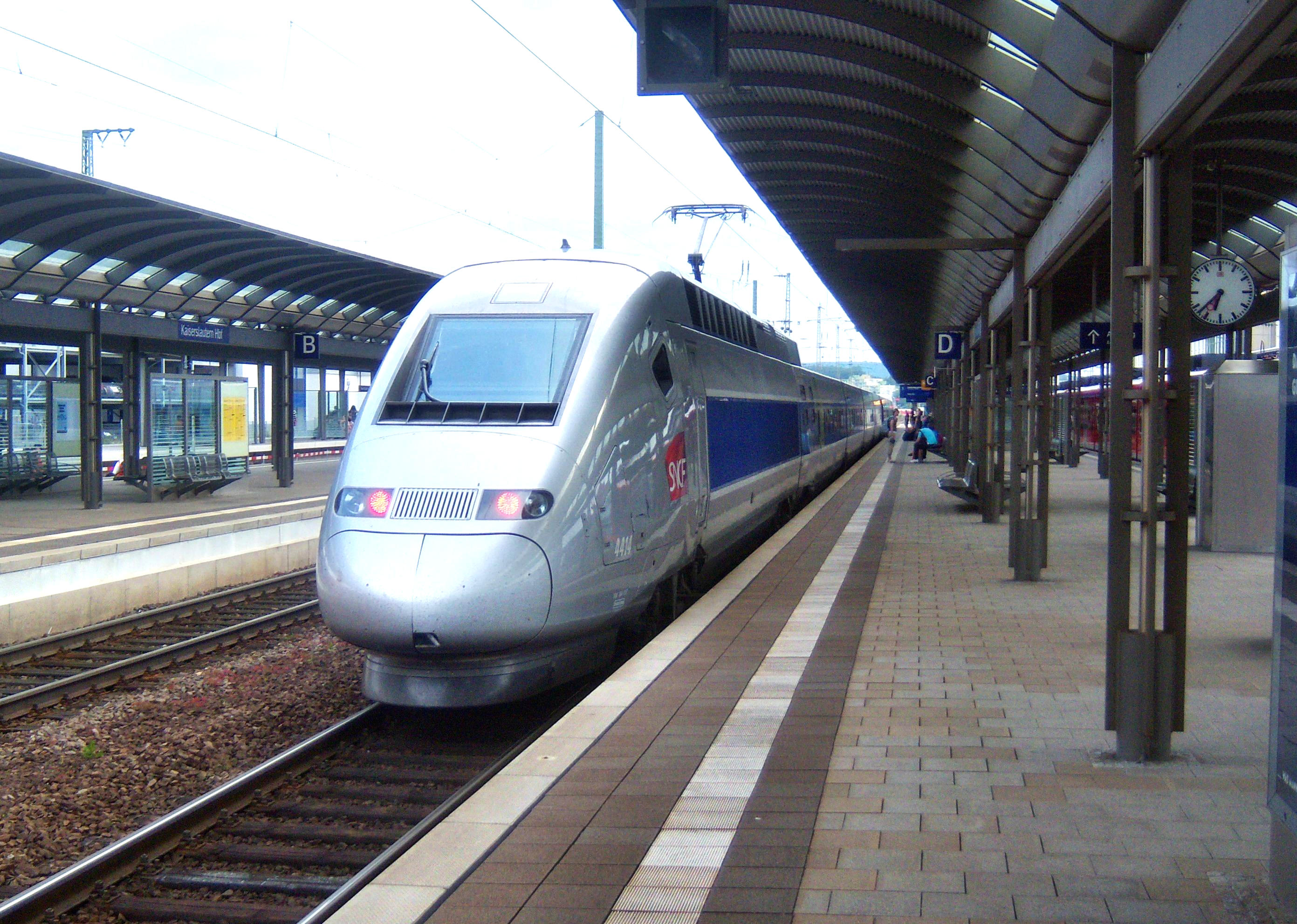
TGV az állomáson

Kaiserslautern Hauptbahnhof vasútállomás Németországban, Kaiserslauternban. A német vasútállomás-kategóriák közül a második csoportba tartozik.

## Vasútvonalak
Az állomást az alábbi vasútvonalak érintik:
- Mannheim–Saarbrücken-vasútvonal

## Forgalom

### Regionális
| Járat | Útvonal | Gyakoriság       |
| ----- | --- | ---------------- |
| S 1   | Homburg – Kaiserslautern – Neustadt – Schifferstadt – Ludwigshafen – Mannheim – Heidelberg – Eberbach – Mosbach-Neckarelz – Osterburken                   | Óránként         |
| S 2   | Kaiserslautern – Neustadt – Schifferstadt – Ludwigshafen – Mannheim – Heidelberg – Eberbach – Mosbach-Neckarelz – Mosbach                                 | Óránként         |
| RE 1  | Koblenz – Trier – Saarbrücken – St. Ingbert – Homburg – Kaiserslautern (– Neustadt – Mannheim)                                                            | (Két-)Óránként   |
| RE 6  | Kaiserslautern – Neustadt – Landau – Winden – Wörth – Karlsruhe                                                                                           | Kétóránként      |
| RE 15 | Kaiserslautern – Winnweiler – Rockenhausen – Alsenz – Bad Münster am Stein – Bad Kreuznach – Ingelheim – Mainz                                            | bizonyos vonatok |
| RE 17 | Koblenz – Boppard – Oberwesel – Bingen – Bad Kreuznach – Bad Münster am Stein – Rockenhausen – Winnweiler – Kaiserslautern                                | Kétóránként      |
| RB 64 | Kaiserslautern – Schopp – Waldfischbach – Pirmasens Nord – Pirmasens                                                                                      | Óránként         |
| RB 65 | Kaiserslautern – Enkenbach – Winnweiler – Rockenhausen – Alsenz – Bad Münster am Stein – Bad Kreuznach – Langenlonsheim – Bingen                          | Óránként         |
| RB 66 | Kaiserslautern – Lampertsmühle-Otterbach – Olsbrücken – Wolfstein – Lauterecken-Grumbach                                                                  | Óránként         |
| RB 67 | Kaiserslautern – Landstuhl – Glan-Münchweiler – Altenglan – Kusel                                                                                         | Óránként         |
| RB 70 | Kaiserslautern – Landstuhl – Hauptstuhl – Bruchmühlbach-Miesau – Homburg – Limbach – Kirkel – St. Ingbert – Saarbrücken – Völklingen – Saarlouis – Merzig | Óránként         |

### Távolsági
| Járat      | Útvonal                                                                                   | Gyakoriság       |
| ---------- | ----------------------------------------------------------------------------------------- | ---------------- |
| ICE/TGV 82 | Frankfurt – Mannheim – Kaiserslautern – Saarbrücken – Paris Est                           | Öt vonatpár      |
| ICE 50     | Dresden – Leipzig – Erfurt – Frankfurt – Mannheim – Kaiserslautern – Saarbrücken          | Egy vonatpár     |
| ICE 62     | Saarbrücken – Kaiserslautern – Mannheim – Stuttgart                                       | Egy vonatpár     |
| EC 62      | Saarbrücken – Kaiserslautern – Mannheim – Stuttgart – Ulm – Augsburg – München – Salzburg | Bizonyos vonatok |

## Kapcsolódó állomások
A vasútállomáshoz az alábbi állomások vannak a legközelebb:
- Hochspeyer station
- Kaiserslautern Kennelgarten